# Compsosoma fasciatum
Compsosoma fasciatum là một loài bọ cánh cứng trong họ Cerambycidae.